# Ulla Waller
Ulla Torstensdotter Waller, under en tid Lindberg, född 25 oktober 1916 i Stockholm, död 29 juni 1996 i Trångsunds församling, Stockholms län, var en svensk målare och tecknare.
Hon var dotter till bankkamreren Bror Torsten Waller och Ulla Hahr. Waller studerade vid Otte Skölds målarskola 1937 och vid Kungliga konsthögskolan i Stockholm 1938–1943. Hon vistades i Frankrike för konststudier 1935–1936 samt somrarna 1937, 1938 och 1939. Efter studierna genomförde hon studieresor till bland annat England och Leningrad. 
Hennes figurer, stilleben, landskap och porträtt i olja har akvarellens lätthet. Målningarna har en driven, hög färg, med en stark, nästan arkitektonisk uppbyggnad. Hon målade en rad konstnärsporträtt, bland annat av maken skådespelaren Sven Lindberg, Ebba Wrede, Maj-Britt Nilsson, Gunn Wållgren och Ingrid Thulin, samt ett flertal studier av clownen Charlie Rivel och Grock.
Ulla Waller erhöll Konstakademins stipendium på Cité International des Arts i Paris 1970–1972, Ville de Paris stipendieateljé i Montmartre 1977–1980, och bodde under 1970-talet och fram till sin död mestadels i Paris. Tillsammans med Staffan Hallström ställde hon ut i Karlskoga och tillsammans med Birger Mörk i Fjällbacka 1969. Hon medverkade i Nationalmuseums utställning Unga tecknare 1946 och 1947 samt i Nordiska konstnärinnors utställning på Liljevalchs konsthall 1948. Hon var representerad i en utställning med konst som var avsedd att köpas in för olika skolor 1948.
Ulla Waller arbetade även med scenografi och dräkter för Drottningholmsteatern, Nya teatern, Intima teatern, Alléteatern, Studentteatern och Riksteatern (1948–1961). Hon gjorde hasselmusens röst i den svenska versionen av Disneyfilmen Alice i Underlandet 1951.
Hon var 1943–1973 gift med skådespelaren Sven Lindberg och de fick tre döttrar, Francisca, Angelica och Mikaela. 
Waller finns representerad i Göteborg, Karlstad, Västerås, Fagersta, Huddinge och Vällinge kulturnämnder samt i Berlin och Sidney i Australien. 

## Teater

### Scenografi
| År   | Produktion                                          | Upphovsmän                               | Regi            | Teater      |
| ---- | --------------------------------------------------- | ---------------------------------------- | --------------- | ----------- |
| 1948 | Henne vi glömmer: Krista Krista                     | Knud Sønderby Översättning Sven Lindberg | Sven Lindberg   | Nya Teatern |
| 1948 | Henne vi glömmer: Livet är vackert Livet er skønt   | Leck Fischer Översättning Guje Lagerwall | Georg Funkquist | Nya Teatern |
| 1948 | Henne vi glömmer: Rött i grått Blodrødt og blegrødt | Carl Erik Soya Översättning Tord Stål    | Tord Stål       | Nya Teatern |